# Олень (станція)
60°59′23″ пн. ш. 128°47′30″ сх. д. / 60.989722222222° пн. ш. 128.79166666667° сх. д.
Олень (рос. Олень) — станція АК «Залізниці Якутії» (Російські залізниці), розташована на дільниці Нерюнгрі-Вантажна — Нижній Бестях між роз'їздами Ханієрдах і Кердьом.
Відкрита у 2013 році. Станом на початок 2014 року на лінії здійснюється тільки рух вантажних поїздів. Пасажирський рух відкритий у 2019 році.